# 石ちゃん&振分親方のご当地グルメとりわけ旅
石ちゃん&振分親方のご当地グルメとりわけ旅（いしちゃんアンドふりわけおやかたのごとうちグルメとりわけたび）は、テレビ朝日『サンデープレゼント枠』で放送された紀行番組。2014年から2015年まで7回に亘って放送された。

## 概要
石塚英彦と振分親方（現・東関親方）の冠番組であり、毎回全国各地のグルメを堪能する番組である。
しかしこの番組の特徴かつルールとして、原則、料理は一般の人が食べる1人前の普通盛り（おかず等も、それに相当する量）しか与えられない。そこで、じゃんけんなどの勝負を行い、勝者が敗者に対し好きな分だけ取り分け、残りは全て勝者が食べられるようになっている（例：海鮮丼であれば、切り身一切れだけを敗者に与え、残りは全て勝者が食べる）。そのため、勝負の前には「勝てば満腹、負ければ空腹」との表示がされる。ただし、高級な食べ物やエンディングを飾る料理の場合などは、敢えて意地悪をせずに勝者の提案で半々にすることもある。ゲストがいる場合は3人以上で勝負となり、この場合は1位から順番に好きなだけ取っていき、最後のほうになると殆ど残っていない状態を余儀なくされる。

## 出演者
- 石塚英彦（ホンジャマカ）
- 振分親方（元：小結高見盛、現・東関親方）

## 放送日・放送時間
断りのない限りは、サンデープレゼント枠での放送。
| 放送回 | 放送日         | 放送時間（JST） | ゲスト                                                                                 | 旅の舞台     | 備考 |
| ------ | -------------- | --------------- | -------------------------------------------------------------------------------------- | ------------ | --- |
| 1      | 2014年2月23日  | 14:00 - 15:25   | なし                                                                                   | 小田原・箱根 | |
| 2      | 2014年7月6日   | 13:55 - 15:20   | 佐藤仁美 白鳥久美子（たんぽぽ） Rev. from DVL（橋本環奈・秋山美穂・橋本幸奈） 三宅智子 | 三浦半島     | |
| 3      | 2014年11月30日 | 13:55 - 15:20   | 井森美幸 谷澤恵里香                                                                    | 日光         | 最後は大田原牛を食べるために、大田原市で締めている。                                                                 |
| 4      | 2015年1月4日   | 6:55 - 10:00    | 渡辺美優紀(NMB48・SKE48、当時) ギャル曽根 Vienolossi                                   | 富山県       | この回は新春特番として、日曜の午前中に放送した。 本来のサンデープレゼント枠では、『相棒8』の初回スペシャルを再放送。 |
| 5      | 2015年4月5日   | 13:55 - 15:20   | NMB48（岸野里香・木下春奈・川上千尋） 篠原信一 宮川大助・花子                          | 大阪府       | |
| 6      | 2015年6月21日  | 13:55 - 15:20   | 萩本欽一 小島瑠璃子                                                                    | 鎌倉         | |
| 7      | 2015年9月6日   | 13:55 - 15:20   | 真琴つばさ 陽月華 竹中直人 勝俣州和                                                    | 横浜         | |

## スタッフ
第5回（2015年4月5日放送分）
- ナレーター：武田広
- 構成：今村クニト、渡邉賢史、宮平高広
- カメラ：中島せいや、後前郁男
- 音声：平塚賢治、樋口祐介
- 照明：藤井輝夫
- 音効：國安啓（TSP）
- 技術協力：ヴィユー、プログレッソ
- 編集：堀内雅也（e-naスタジオ）
- MA：船木優（e-naスタジオ）
- 編成：高橋正輝（テレビ朝日）
- 宣伝：醍醐彩乃（テレビ朝日）
- AD：中嶋唯、朝稲弥生、原坂ひとみ、丁鍾植
- ディレクター：井上淳矢、倉田敬之
- AP：槌田真智子、山田晃菜
- プロデューサー：引地夏規（テレビ朝日）
- ゼネラルプロデューサー：山下浩司（テレビ朝日）
- 制作：テレビ朝日、ブルースモービル